# Лайон, Дженнифер
Дже́ннифер Джейн Ла́йон (англ. Jennifer Jane Lyon; 27 февраля 1972, Боулдер-Сити, Невада, США — 19 января 2010, Сублимити, Орегон, США) — американская актриса, телевизионная персона и общественный деятель. Участница реалити-шоу «Survivor: Palau» (2005).

## Биография и карьера

### Ранние годы
Дженнифер Лайон родилась 27 февраля 1972 года в Боулдер-Сити (штат Невада, США).
Она всегда увлекалась спортом, особенно хорошо ей удавалось играть в футбол. В юности она неплохо овладела испанским языком. После окончания школы Дженнифер в течение года жила в Испании, а после в течение 2-х лет в Великобритании, в это время она зарабатывала на жизнь, работая няней. Вернувшись в США, девушка поступила в Portland State University, проучившись там год, она перешла в Университет Западного Орегона. Там она долго не продержалась — вскоре девушку перевели в Университет штата Орегон, который она окончила, получив степень бакалавра диетологии и питания.

### Начало карьеры
В 2005 году Дженнифер приняла участие в американском реалити-шоу «Survivor: Palau», где заняла 4-е место.
В 2007 году она дебютировала на экране в качестве актрисы, сыграв роль госпожи Симмонс в фильме «Дежурный папа: Летний лагерь».

### Общественная деятельность, болезнь и смерть
В 2005 году у Дженнифер обнаружился рак молочной железы, который к тому времени уже достиг третьей стадии. Вскоре после того как Лион узнала о своём диагнозе, она завела сетевой дневник, в котором рассказывала о своей болезни и её лечении.
В это же время началась активная общественная деятельность Дженнифер. Она активно сотрудничала с рядом антираковых благотворительных организаций — вроде «Me and My Two Friends Foundation».
В 2006 году Дженнифер выступила в качестве грандмаршала 11-го ежегодно парада «Walk for the Cause», организованного благотворительным фондом по раннему диагностированию и излечению рака.
В декабре 2009 года Дженнифер устроила акцию по сбору средств, приуроченную к рождественским и новогодним праздникам. Все собранные средства она передала исследовательскому фонду «Susan Love Cancer Research Foundation».
В начале января 2010 года Дженнифер переехала в Сублимити (штат Орегон, США), где и скончалась 19 января этого же года в 37-летнем возрасте.
4 февраля 2010 года вышел специальный выпуск программы «Survivor: Palau», посвящённый скончавшейся Дженнифер.

## Фильмография
| Год  |   | Русское название             | Оригинальное название | Роль            |
| ---- | - | ---------------------------- | --------------------- | --------------- |
| 2007 | ф | Дежурный папа: Летний лагерь | Daddy Day Camp        | Госпожа Симмонс |
| 2008 | ф | Длинная свинья               | Long Pig              | Миранда         |